# Patti McGee
Patti McGee (Califórnia, 23 de agosto de 1945 – 15 de outubro de 2024) foi uma skatista norte-americana.

## Carreira
Patti foi a primeira mulher a se tornar skatista profissional, em 1965, no mesmo ano foi capa da revista Life. Patti McGee foi o maior ícone do skate feminino em todos os tempos.
Essa skatista norte americana nascida em 23 de agosto de 1945, como tantos outros, iniciou sua vida esportiva no surf, tendo migrado para o skate.
Se hoje muitos skatistas reclamam não ter lugares para praticar, naquela época não era diferente. Patti McGee e seus amigos andavam em estacionamentos desertos até que seguranças do local ou a própria polícia os perseguia.
Em 1965, aos 19 anos, Patti venceu o campeonato Nacional nos Estados Unidos mas como precisava “ganhar a vida”, aceitou o convite para viajar pela Hobie Skates - Vita Pak, sendo, assim, a primeira mulher a se tornar skatista profissional, o que significava também, naqueles tempos, abandonar as competições.
Foi assim, que a skatista viajou por todo país, demonstrando skates e aparecendo em programas de televisão, em uma turnê que durou um ano, até que a popularidade do skate entrou em baixa.
Nesse mesmo ano, Patty McGee foi capa de duas importantes revistas: Skateboarder e a Life, sendo a capa desta última, segundo ela mesma declarou em entrevista, o ponto alto de sua carreira.
Não bastasse esses feitos históricos, em 4 de dezembro de 2010, Patti MacGee foi a primeira mulher a entrar para o “Skateboard Hall of Fame” da “International Association of Skateboard Companies” (IASC), um reconhecimento mas do que merecido.

## Morte
McGee morreu devido a complicações de um derrame em 16 de outubro de 2024, aos 79 anos.